# Glushinskite
La glushinskite è un minerale appartenente al gruppo dell'humboldtina descritto nel 1960 in base ad un ritrovamento avvenuto nella Russia artica, di colore bianco, non radioattivo. La scoperta non venne approvata dall'IMA probabilmente per la mancanza dei dati relativi alla diffrazione dei raggi X, nel 1980 fu pubblicata una descrizione completa in base ad un ritrovamento avvenuto a Mill of Johnston nei pressi di Insch nel nord-est della Scozia in base alla quale la specie venne approvata nel 1986.
Il nome è stato attribuito in onore di Peter Ivanovich Glushinskii, geologo dell'Istituto per la ricerca sull'Artico e l'Antartico (Фгбу Арктический и Антарктический Научно-Исследовательский Институт, in lingua russa) di San Pietroburgo, Russia.
L'ossalato di magnesio biidrato è conosciuto in due forme dette α e β e la glushinskite si è dimostrata analoga alla forma β.

## Morfologia
La prima occorrenza del minerale è stata sotto forma di aggregati di cristalli piatti incolori, il secondo ritrovamento è avvenuto in forma di uno strato sottile di colore bianco panna a grana fine. Questo strato è formato da cristalli di circa 5µm a forma di piramide distorta spesso con facce curve e striate.

## Origine e giacitura
Il minerale è stato trovato nel carbone risalente al cretaceo e successivamente in uno strato sottile interposto fra il lichene della specie Lecanora atra e il serpentino.
Il minerale probabilmente si è formato grazie alla reazione dell'acido ossalico secreto dal lichene con il serpentino ricco di magnesio.
La glushinskite è diffusa nell'area della California, ma si trova raramente anche nella Russia orientale e in Cina. Il primo campione alfa è stato rinvenuto in Israele.